# دون هاني
دون هاني (بالإنجليزية: Don Hany)‏ وهو ممثل أسترالي من أصل عراقي ولد في يوم 18 سبتمبر 1975 في مدينة سيدني في أستراليا فاز بجائزة بتمثيله في مسلسل وايت كولار بلو وفي فلم لوكي مايلس و مثل دور البطولة في المسلسل القصير شرق غرب 101 وألذي عرض في 2011، والد دون من أصل عراقي وهو مولود في العراق وأمه من أصل مجري، كما أنه عاش فترة من حياته في هولندا.

## حياته
ولد دون هاني لأب عراقي صاحب سلسلة مطاعم, وام هنكاريه دكتورة في الاقتصاد. التحق هاني بثانوية في هولندا واكمل فيما بعد دراسته في فنون الدراما في جامعة غرب سدني (University of Western Sydney Nepean).

## حياته الفنية
في عام 1998 بدأ هاني مشواره التلفزيوني, في أول عمل له soapie Breakers. وفي عام 2000 كان له دور بسيط في Water Rats تبعها في عام 2002 دور في Heroes' Mountain و في الدراما البوليسية White Collar Blue.
فيما بعد انتقل إلى لوس انجلوس لإكمال فيلم Winning the Peace, الذي حصل من خلاله على جائزة احسن ممثل (Best Actor at Method Fest) في عام 2005.

## روابط خارجية
- دون هاني على موقع IMDb (الإنجليزية)
- دون هاني على موقع قاعدة بيانات الفيلم (الإنجليزية)